# Amnesti
 For alternative betydninger, se Amnesti (flertydig). (Se også artikler, som begynder med Amnesti)
Amnesti (fra græsk amnestia = glemsel, af a- og mnestis = "hukommelse" ) er en lovmæssig eller administrativ handling, med hvilken samfundet fritager personer eller grupper for strafansvar ved udførte lovovertrædelser og forseelser. Det betyder, at en strafforfølgning ophører, og at virkningen af idømte straffe bortfalder.
Amnesti betyder, at en påtegning i straffeattesten bliver renset for nævnte forhold.
Amnesti rangerer i lovmæssig sammenhæng højere end benådning.

## Grundloven i forbindelse med amnesti
§ 24
Kongen kan benåde og give amnesti. Ministrene kan kun med Folketingets samtykke benåde for de dem af rigsretten idømte straffe. Det bør dog bemærkes, at der med "Konge" reelt menes regeringen.

## Ældst kendte eksempel på amnesti
Thrasybulos styrtede i 403 f.Kr de 30 tyranner, der i en ottemåneders periode havde regeret Athen som et oligarki. Imidlertid var det muligt for hver af tyrannerne at vende tilbage til Athen, hvis han accepterede euthynai (dvs. underkastede sig en granskning af sin opførsel, mens han sad ved magten). Til gengæld svor athenerne en ed om amnesti til de hjemvendte. 